# Ocellularia pauciseptata
Ocellularia pauciseptata är en lavart som först beskrevs av Purvis & P. James, och fick sitt nu gällande namn av Aptroot 20 10. Ocellularia pauciseptata ingår i släktet Ocellularia och familjen Thelotremataceae.   Inga underarter finns listade i Catalogue of Life.